# Thrustmaster
Thrustmasters es una empresa dedicada a la venta de periféricos de consolas y es propiedad de Guillemot Corporation. Es una marca pionera en la venta de accesorios para consolas y PC. Hoy por hoy es destacada en tecnología de simulación para videojuegos y goza de prestigio internacional gracias a la calidad de sus productos y servicios, siendo una de las compañías más innovadoras de la industria de los videojuegos. El compromiso de la marca con sus clientes se refleja en la calidad y precio de los accesorios para consolas como la PlayStation de Sony y la Nintendo Game Boy. Además, Thrustmaster mantiene acuerdos de licencia con prestigiosas marcas como Ferrari, TOP GUN, NASCAR, Beretta y  Splinter Cell. Ofrece, además, periféricos desarrollados bajo licencia Xbox. Cabe destacar su colaboración con las Fuerzas Aéreas Estadounidenses (USAF) en la elaboración de simuladores que tiene como resultado unos productos innovadores y perfectamente adaptados a las demandas del jugador.